# Рангерсдорф
Рангерсдорф (нем. Rangersdorf) — коммуна (Gemeinde) в Австрии, в федеральной земле Каринтия.
Входит в состав округа Шпитталь-ан-дер-Драу. Население составляет 1754 человека (на 31 декабря 2005 года). Занимает площадь 84,27 км². Официальный код — 2 06 31.

## Политическая ситуация
Бургомистр коммуны — Франц Цлёбль (АНП) по результатам выборов 2003 года.
Совет представителей коммуны (нем. Gemeinderat) состоит из 15 мест.
- АНП занимает 7 мест.
- СДПА занимает 4 места.
- АПС занимает 4 места.